# Resolució 812 del Consell de Seguretat de les Nacions Unides
La Resolució 812 del Consell de Seguretat de les Nacions Unides fou adoptada per unanimitat el 12 de març de 1993. Després d'expressar la seva alarma davant la situació humanitària a Ruanda a causa de la Guerra Civil Ruandesa, en particular el nombre de refugiats i persones desplaçades que representaven una amenaça internacional per la pau i la seguretat, el Consell va instar a la Govern de Ruanda, al Moviment Republicà Nacional per a la Democràcia i el Desenvolupament i al Front Patriòtic Ruandès a respectar un alto el foc el 9 de març de 1993 i implementar altres acords als quals s'havien compromès. Va ser la primera resolució sobre la situació a Ruanda.
La resolució va convidar al Secretari General Boutros Boutros-Ghali a examinar possibles contribucions de les Nacions Unides per reforçar els esforços de l'Organització de la Unitat Africana a Ruanda, inclòs el possible establiment d'una força internacional. També va demanar a Boutros-Ghali que examinés les sol·licituds de Ruanda i Uganda per desplegar observadors al llarg de la seva frontera.
La resolució 812 va concloure demanant a les dues parts ruandeses que cooperessin amb les Nacions Unides i l'OUA, i que reprenguessin les seves negociacions el 15 de març de 1993 tal com es va acordar, instant-los a respectar el dret internacional humanitari.